# Wulferstedt
Wulferstedt is een plaats en voormalige gemeente in de Duitse deelstaat Saksen-Anhalt, en maakt deel uit van de gemeente Am Großen Bruch in de Landkreis Börde.
Wulferstedt telt 857 inwoners.